# Giennadij Łazutin
Giennadij Nikołajwicz Łazutin (ros. Геннадий Николаевич Лазутин; ur. 21 marca 1966) – radziecki biegacz narciarski, sześciokrotny mistrz świata juniorów.

## Kariera
W 1984 roku wystąpił na mistrzostwach świata juniorów w Trondheim, gdzie był piąty w biegu na 15 km techniką klasyczną, a w sztafecie zdobył złoty medal. Na rozgrywanych rok później mistrzostwach świata juniorów w Täsch był najlepszy w obu tych konkurencjach. Najlepsze wyniki osiągnął jednak podczas mistrzostw świata juniorów w Lake Placid w 1986 roku, gdzie wygrał w biegach na 10 km klasykiem, 30 km stylem dowolnym i w sztafecie.
W zawodach Pucharu Świata zadebiutował 5 stycznia 1991 roku w Mińsku, zajmując 12. miejsce w biegu na 15 km stylem dowolnym. Tym samym już w swoim debiucie zdobył pierwsze pucharowe punkty. Mimo wielokrotnych startów był to jego najlepszy wynik w zawodach tego cyklu. W 1994 roku wziął udział w igrzyskach olimpijskich w Lillehammer. Zajął tam 15. miejsce w biegu na 30 km techniką dowolną oraz piąte w sztafecie. Nie brał udziału w mistrzostwach świata.
Jego żoną jest była rosyjska biegaczka narciarska, Łarisa Łazutina.

## Osiągnięcia

### Igrzyska olimpijskie
| Miejsce | Dzień     | Rok  | Miejscowość | Konkurencja           | Czas biegu | Strata  | Zwycięzca       |
| ------- | --------- | ---- | ----------- | --------------------- | ---------- | ------- | --------------- |
| 15.     | 14 lutego | 1994 | Lillehammer | 30 km stylem dowolnym | 1:12:26,4  | +4:19,5 | Thomas Alsgaard |
| 5.      | 22 lutego | 1994 | Lillehammer | Sztafeta 4 × 10 km    | 1:41:15,0  | +3:14,2 | Norwegia        |

### Mistrzostwa świata juniorów
| Miejsce | Dzień     | Rok  | Miejscowość | Konkurencja             | Wynik     | Strata | Zwycięzca      |
| ------- | --------- | ---- | ----------- | ----------------------- | --------- | ------ | -------------- |
| 5.      | 3 lutego  | 1984 | Trondheim   | 15 km stylem klasycznym | 42:13,5   | +43,9  | Holger Bauroth |
| 1.      | 5 lutego  | 1984 | Trondheim   | Sztafeta 3 × 10 km      | 1:33:40,3 | -      | -              |
| 1.      | 14 lutego | 1985 | Täsch       | 15 km stylem klasycznym | 40:01,6   | -      | -              |
| 1.      | 16 lutego | 1985 | Täsch       | Sztafeta 3 × 10 km      | 1:23:17,1 | -      | -              |
| 1.      | 13 lutego | 1986 | Lake Placid | 10 km stylem klasycznym | 26:58,3   | -      | -              |
| 1.      | 15 lutego | 1986 | Lake Placid | Sztafeta 3 × 10 km      | 1:23:19,4 | -      | -              |
| 1.      | 17 lutego | 1986 | Lake Placid | 30 km stylem dowolnym   | 1:18:12,8 | -      | -              |

### Puchar Świata

#### Miejsca w klasyfikacji generalnej
- sezon 1990/1991: 43.
- sezon 1993/1994: 60.
- sezon 1994/1995: 57.

#### Miejsca na podium
Łazutin nigdy nie stanął na podium zawodów PŚ.